# Hydrillodes semiluna
Hydrillodes semiluna är en fjärilsart som beskrevs av Alfred Ernest Wileman och Reginald James West 1930.
Hydrillodes semiluna ingår i släktet Hydrillodes och familjen nattflyn. Inga underarter finns listade i Catalogue of Life.